# 阿端卫

明朝关西八卫

阿端卫，中国明代在嘉峪关以西所置羈縻卫，关西八卫（因沙州卫与罕东左卫相继设于同一地区，故又称关西七卫）之一。朝廷冊封當地酋長為名義上的官員（类似于土司），管理当地各部族，其首領大多為蒙古族世襲領袖。阿端卫、曲先卫和安定卫被明朝合称撒里畏兀儿，在今青海省、甘肃省和新疆维吾尔自治区交界处。
明朝初年，元朝安定王卜颜帖木儿率领撒里畏兀儿投降明朝，安置在今青海朵斯库勒湖和新疆交界处。洪武八年（1375年），在其地设立阿端卫，洪武年间，被朵尔只巴劫掠，弱不能自存，一度废除。永乐四年（1406年）应其部落首领小薛忽鲁札请求，重新设立，明成祖命他为指挥佥事。永乐二十二年（1424年，一作洪熙元年，1425年），指挥锁鲁丹跟随散即思劫掠明朝使臣而被征讨，与曲先卫一同逃亡。宣德六年（1431年），锁鲁丹子真只罕率部还居帖儿谷（今格尔木市西北茫崖镇附近)，受明封指挥同知，掌卫事。正统年间，数次入贡。之后就再没有记载。